# Arnst (rivière)
La rivière Arnst  (en anglais : Arnst River) est un cours d’eau situé dans l’Île du sud de la Nouvelle-Zélande.

## Géographie
C’est un affluent de la rivière Travers, qui elle-même se déverse dans le lac Rotoiti, situé dans le Parc national des lacs Nelson.
Le parc est à l’extrémité nord de l’île du Sud de la Nouvelle-Zélande.

## Nom
La rivière Arnst est dénommée d’après le nom du champion d’aviron :Jacob Diedrich Arnst, connu comme Richard Arnst ou Dick Arnst